# Сонћански пут (Сомбор)
| Улица Сонћански пут | Улица Сонћански пут                                           |
| ------------------- | ------------------------------------------------------------- |
|                     |                                                               |
| Почетак             | Раскрсница улица Белог голуба, Кнеза Милоша и Илије Бирчанина |
| Крај                | Првомајски булевар                                            |
| Дужина              | око 700 m                                                     |
| Ширина              | 25 до 30 m                                                    |
| Створена            |                                                               |
| Названа             |                                                               |
| Стари називи        | Улица Миклоша Берчењија, Улица Стевана Дороњског              |
|                     |                                                               |
|                     |                                                               |
| Поглед на улицу     |                                                               |

Улица Сонћански пут је једна од најстаријих градских улица у Сомбору, седишту Западнобачког управног округа. Протеже се правцем који повезује раскрсницу на којој се спајају улице Белог голуба, Кнеза Милоша, Илије Бирчанина, и на другој страни Првомајски булевар. Дужина улице је око 700 м.

## Историјат
Улица је једна од најстаријих улица у Сомбору и налази се на мапама Сомбора из 18. века. Протезела од улице Кнеза Милоша према путу за Сонту. Улица је поплочана осамдесетих година 19. века, а асфалтирана шесдесетих година 20. века.Године 1906. је на почетку улице ископан артески бунар.

## Назив улице
Током дужег дела свог постојања улица носи данашњи назив. Пред Први светски рат улица је носила назив по грофу Миклошу Берчењију. У периоду између 1981. године и 1991. године је носила назив југословенском државника Стевана Дороњског. Након тог периода улица поново добија назив Сонћански пут.

## Суседне улице
- Улица Кнеза Милоша
- Улица Белог Голуба
- Улица Илије Бирчанина
- Улица Амброзија Шарчевића
- Улица Самка Радосављевића

## Сонћанским путем
Улица Сонћански пут је улица у којој се углавном налазе стамбене куће и зграде новије градње, неколико продајних објеката, фирми, угоститељски објекати и седишта месних заједница. 

### Значајније институције и објекти у улици[3]
- Агенција Алеx - регистрација и осигурање возила, на броју 10
- Ауто плац Дада Моторс, на броју 12
- Бонус Еxперт - регистрација и осигурање возила, на броју 47
- Кафе Мими
- Фитнес центар Blue Gym, на броју 72
- Седиште фирме Grutini Press, на броју 2
- Играчке Ella, на броју 32
- Месна заједница Нова Селенча, на броју 24
- Месна заједница Селенча, на броју 24
- Седиште Meђуопштинског удружења параплегичара и квадриплегичара Бачке
- Плесни клуб Ронда, на броју 24
- Продаја и монтажа пнеуматика Гумиленд, на броју 80
- Рачуноводствене услуге Сервис промет плус, на броју 13
- Самоуслужна аутоперионица Delfin Wash, на броју 74
- Стоматолошка ординација Др Александар Цревар, на броју 41
- Фризерски студио Жика, на броју Т17
- Сервис и продаја рачунара LS Computers, на броју Т17
- Стоматолошка ординација Duodentist, на броју Т17
- Swisslion Слатка кућа, на броју Т17
- Меридиан спортска кладионица, на броју Т17
- Кафана "Наша библиотека", на броју 50

## Галерија
- Једна од сомборских капија
- Ауто плац Дада Моторс
- Месна заједница Нова Селенча и Месна заједница Селенча
- Табла седишта Meђуопштинског удружења параплегичара и квадриплегичара Бачке
- Поглед на улицу
- Кафана Наша библиотека
- Зграда на углу са лицом Првомајски булевар
- Самоуслужна аутоперионица Delfin Wash
- Поглед на улицу